# Cóndilo
Un cóndilo es la cabeza, protuberancia o eminencia redondeada en la extremidad de un hueso que encaja en el hueco de otro para formar una articulación. La superficie articular del cóndilo es convexa en dos direcciones y la del hueso que lo recibe es cóncava en dos direcciones. 
Su mejor clasificación es como segmento de elipsoide, que es realmente su morfología, y la que lo separa de las superficies articulares de enartrosis o trocoides.

Tiene dos ejes de movimiento: eje transversal (flexión y extensión) y eje sagital (abducción —separar del cuerpo— y aducción —acercar al cuerpo—).

## Huesos humanos
Varios huesos del cuerpo humano poseen cóndilos: 
- El maxilar inferior termina en sus dos extremidades, en cóndilos que se articulan con los temporales del cráneo (articulación témporomandibular).[1]
- Por su parte, el fémur cuenta con dos cóndilos en su extremidad inferior que, junto con la tibia, y rótula, conforma la articulación de la rodilla.